# صموئيل تشيس
صموئيل تشيس (بالإنجليزية: Samuel Chase)‏ هو سياسي أمريكي، ولد في 1789 في كوبرستاون في الولايات المتحدة، وتوفي في 3 أغسطس 1838 في الولايات المتحدة. حزبياً، نشط في الحزب الوطني الجمهوري ‏. وقد انتخب عضو مجلس النواب الأمريكي.